# Neu congesta

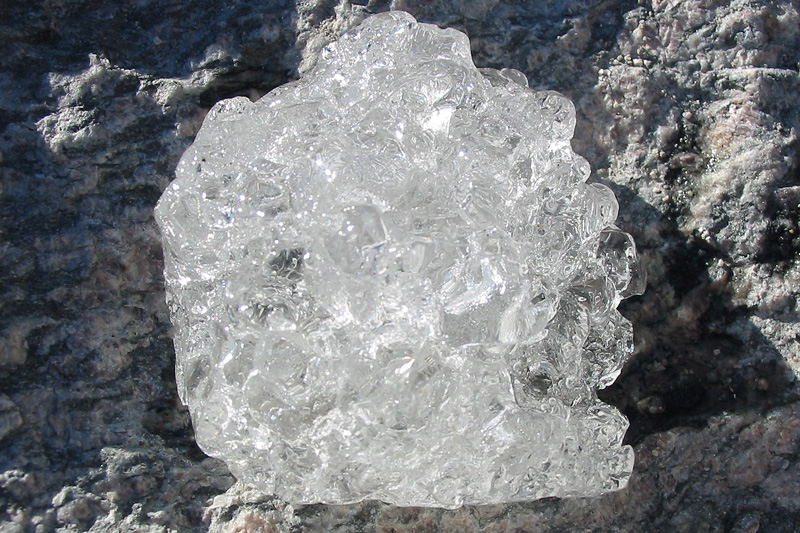
Neu congesta

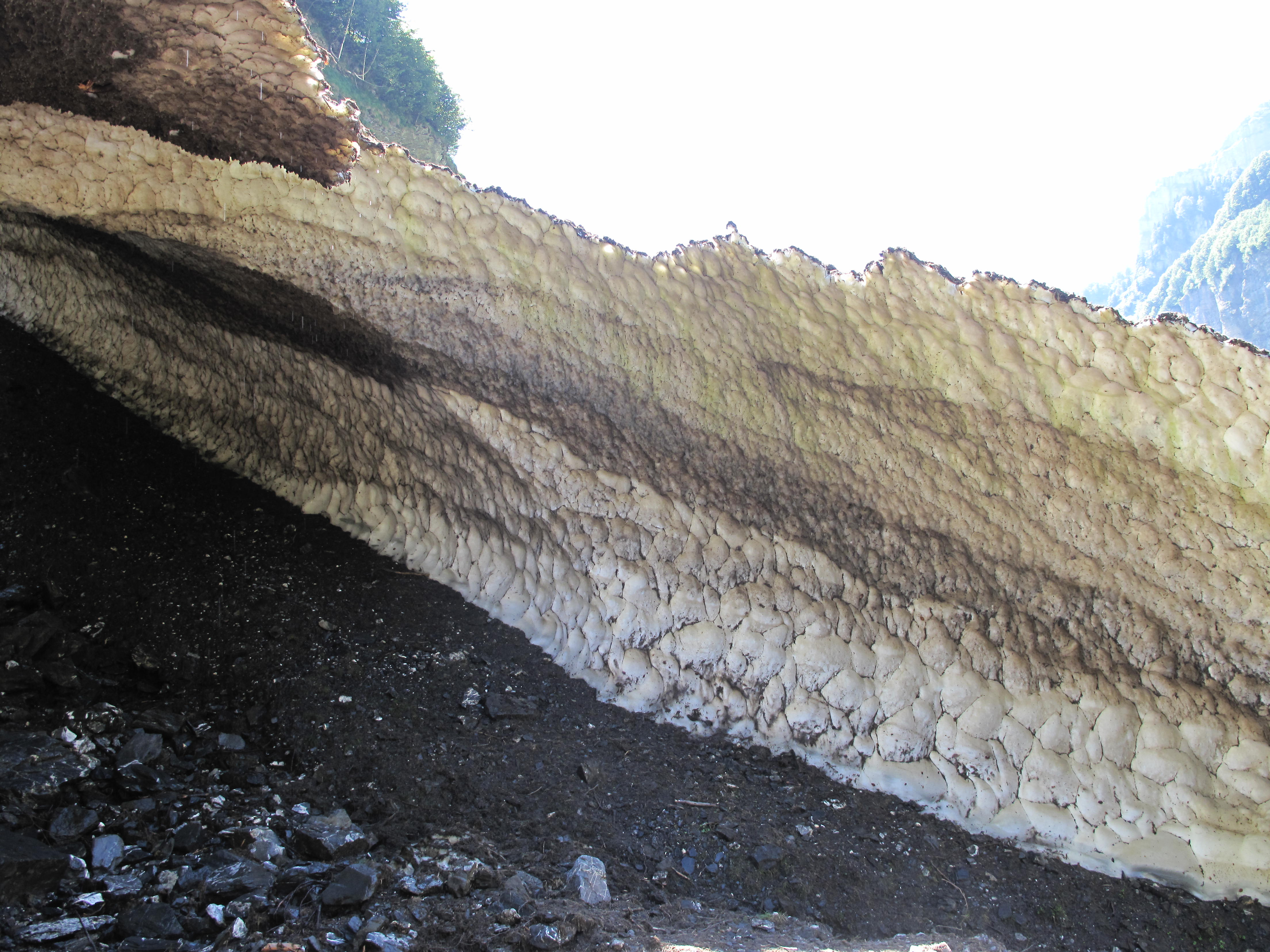
Llenca de neu congesta en el fons d'una coma a l'Alta Savoia, Alps Francesos

La neu congesta (firn en anglès o nevé en francès) és la neu vella, granulosa, compactada, plena de bombolles d'aire, que ocupa la part alta d'una glacera i que correspon a l'estadi intermedi de la transformació de la neu en glaç. És formada per agregats arrodonits de 3 o 4 mm de diàmetre, té una densitat entre 0,4 i 0,8 i es forma per successives fusions i recristal·litzacions en zones on s’acumulen importants gruixos de neu.
La neu congesta, constituïda per la neu acumulada i compactada a la part alta o circ de la glacera, que ha durat, si més no, tot un estiu sense fondre’s (neige de névé), i que per efecte de la fusió i el regel adquireix un llitatge i una textura granulada. Quan esdevé glaç de névé i després glaç, per un procés lent de recristal·lització i laminació, arriba a la màxima densitat superant 0,8 o més, mentre que la seva permeabilitat cau a zero. La neu granulosa i ben compactada de més d'un any arriba a una densitat superior als 550 kg/m3. El pas de la neu fresca al glaç implica un canvi de densitat de 0,10 a 0,91, en un procés que pot durar segles.
La neu congesta té aspecte de sucre humit i una duresa que el fa difícil de treballar amb pala, la seva densitat oscil·la entre 400 i 830 kg m−3 i sovint se'l troba sota la neu que s'acumula al cap d'un glacera. La transformació del firn en gel es produeix molt més ràpidament a les glaceres de zones on hi ha neu humida (zones temperades) que a les de les zones on la neu és seca (zones polars). El firn esdevé gel en ultrapassar la densitat de 830 kg m−3, a la glacera Seward de les Muntanyes Saint Elias d'Alaska això passa a una fondària de 13 metres, però calen 64 metres en el cas de la glacera de Byrd, a l'Antàrtida, i 95 metres a Vostok, també a l'Antàrtida.

## Terminologia glaciològica (névé i firn)

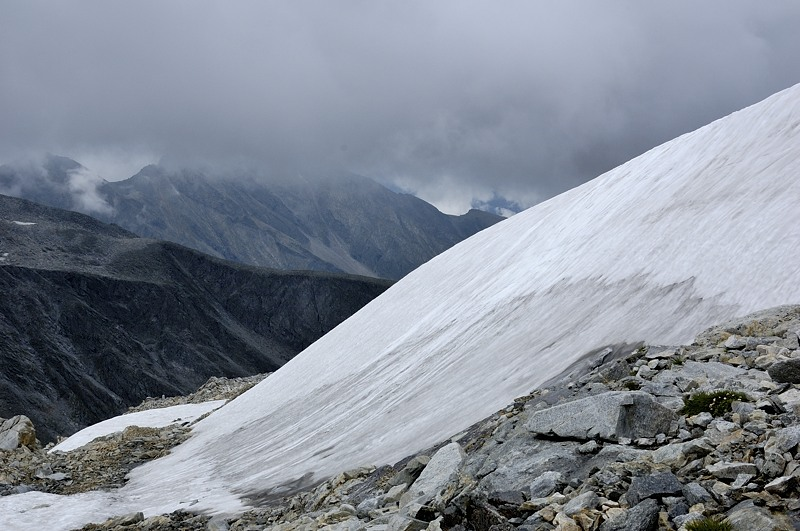
Camp de Firn en la superfície del Säuleck, Hohe Tauern.

Diversos glaciòlegs francesos i suïssos, consideren que el névé és un agregat més o menys dens i assentat, encara que permeable, de grans individuals de mida que va de mitjans a grans, formats i soldats entre ells per alternances freqüents de fusió i congelació sobre l'original. Cristalls de neu en els quals sovint s'hi troben nombroses capes de gel. De manera més general, utilitzen la paraula névé per referir-se a la coberta de neu global que existeix durant el període de fusió i, de vegades, d'un any a un altre.

Vista al microscopi de neu congesta (firn) procedent del South Cascade Glacier Washington.

La definició de la paraula firn, adoptada per l'Institut für Schnee-and Lawinenforschung, i inclòs a l'últim “Esborrany d'una classificació internacional de la neu” suggerit pel Comitè de Classificació de la Neu de l'Associació Internacional d'Hidrologia Científica, és el següent: “neu vella que ha perdurat almenys un estiu, transformant-se en un material pesat i dens com a resultat de la fusió i la congelació freqüents).
Firn (de alemany antic firni : "De l'any passat") és una coberta gelada que es troba en un estat intermedi entre la neu i el gel, composta per la neu romanent d'hiverns anteriors parcialment compactada i que s'ha recristal·litzat fins a formar un material més dens. Aquesta definició ja no és acceptable perquè el terme firn també es refereix a la neu alterada de les glaceres polars, la definició original implica que hi hagi fusió de la neu, i això no passa als pols. Això implica una certa ambigüitat però és un reflex de la natura contínua del procés de transformació de la neu en gel. El Firn té aspecte de sucre humit i una duresa que el fa difícil de treballar amb una pala, la seva densitat oscil·la entre 400 i 830 kg m3 i sovint se'l troba sota la neu que s'acumula al cap d'un glacera.

## Transformació

Esquema d'una glacera indicant els sectors amb neu, neu congesta (firn), línia de neu congesta (límit) i glaç.

La transformació de la neu a gel segueix una cadena de procés: els cristalls de neu tenen una estructura hexagonal amb una simetria característica de sis cares; la neu cau en infinitat de formes. En primer lloc, els fràgils cristalls es trenquen en assentar-se, ja que es trenquen si es mullen. A poc a poc, els flocs de neu canvien a grans que es tornen arrodonits i granulats, com el sucre gruixut. A mesura que la neu es comprimeix es torna més dura i més densa. Al principi els espais d'aire entre grans estan connectats, la neu s'ha convertit en firn (neu congesta); aquesta és una etapa intermèdia en la seva transformació en gel. La primera etapa s'aconsegueix generalment després d'un cicle anual complet, quan la densitat de neu s'acosta a la meitat de la de l'aigua. A mesura que avancen aquests canvis, els grans relativament rodons comencen a recristal·litzar-se i comencen a formar-se grans cristalls de gel a costa dels cristalls veïns de mida més petita. L'aire ara només està present com a bombolles atrapades dins dels cristalls en creixement.
Tipus de neu	Densitat (kg/m3)
- Neu fresca	. 50 - 100
- Neu vella	250 - 450
- Neu humida	300 - 500
- Neu congesta (Firn)	500 - 830
- Gel	917 (específic 0 °C)

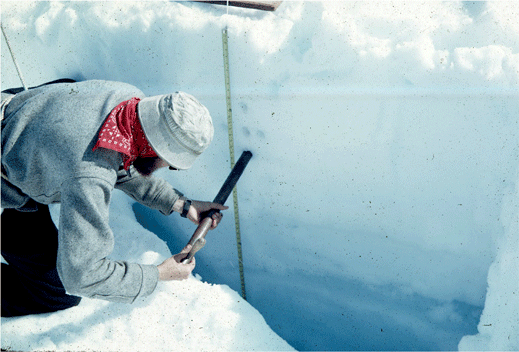
Presa de mostres en la superfície del Taku Glacier, Juneau Icefield, Tongass National Forest, Alaska. La densitat de la neu congesta (firn) augmenta a mesurar que es descendeix de les capes de neu superficial cap al gel blau glacial.

A les regions no polars, els flocs de neu són comprimits pel pes de la massa de neu que s'acumula. Els cristalls individuals amb una temperatura propera a la temperatura de fusió són semilíquids, el que permet el lliscament sobre els seus plans cristal·lins, de manera que van omplint els espais entre ells i augmentant la densitat. Els cristalls se solden uns amb els altres a l'entrar en contacte i l'aire present és empès cap a l'exterior o queda atrapat en bombolles. Durant els mesos d'estiu, la metamorfosi dels cristalls pot ocórrer més ràpidament a causa de la percolació de l'aigua entre els cristalls. Cap al final de l'estiu el resultat és la formació de firn.
La transformació del firn en gel es produeix molt més ràpidament a les glaceres de zones on hi ha neu humida (zones temperades) que a les de les zones on la neu és seca (zones polars). El firn esdevé gel en ultrapassar la densitat de 830 kg m3, a la glacera Seward de les Muntanyes Saint Elias d'Alaska això passa a una fondària de 13 metres, però en calen 64 en el cas de la glacera de Byrd, a l'Antàrtida, i 95 metres a Vostok, també a l'Antàrtida.
L'altitud mínima (m.s.n.m) en la qual s'acumula la neu congesta en una glacera s'anomena "límit del firn", "línia del firn" o línia de neu.

## Iglús

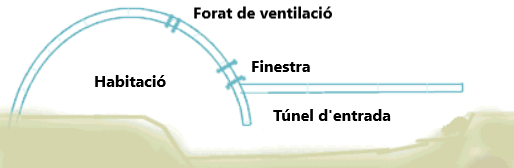
Esquema que mostra les parts d'un iglú, amb l'habitació, el forat de ventilació, la finestra i el túnel d'entrada.

Els esquimals hi construeixen habitatges d'un tipus únic: els iglús. Són estructures voltades sense columnes que els permet viure-hi i treballar en les condicions climàtiques de l'Àrtida, al pol nord. Si cal, poden construir pobles sencers a partir de neu congesta: diverses dotzenes d'iglús connectats per túnels i transicions, la qual cosa permet romandre relativament còmode i segur en la tundra durant torbs i gelades severes.
Construir-los és fàcil, barat i dona abric i seguretat; és, doncs, una alternativa per als habitants de zones gelades, de l'Àrtida i Alaska. Pot ser un habitatge permanent si la grandària i el manteniment són adequats. Existeixen diversos models i formes, però la més comuna és la cúpula. En un iglú pot haver-hi fins a 40 °C més que a l'exterior, per exemple, si afora hi ha una temperatura de –30 °C, a l'interior es podrien fins i tot aconseguir temperatures pròximes als +10 °C. A més, la neu utilitzada per a la construcció d'aquests refugis serveix com a aïllant i ajuda a conservar la calor corporal.

## Exemples
- El Firn Antàrtic és el nom que rep la superfície de firn que cobreix el 99% de la superfície de l'Antàrtida.[20][21]
- El Firn de Daniel Bruun o Firn de Brunn és un firn de Groenlàndia.[22]
- El Firn de Dreyer està situat en una zona molt muntanyosa de Groenlàndia.[23]
- El Firn d'East Northwall i el Firn de West Northwall van ser grans glacerers de firm d'Indonèsia que es van formar a mitjans del segle XX pel trencament de la glacera de Northwall i que van desaparèixer completament el 2017.[24]